# Тони Элиссе, Жан-Поль
Жан-Поль Тони Элиссе (фр. Jean-Paul Tony Helissey, род. 28 марта 1990, Пуэнт-а-Питр) — французский фехтовальщик на рапирах, серебряный призёр Олимпийских игр 2016 года в командной рапире, призёр первых Европейских игр, чемпион и бронзовый призёр летних Универсиад, призёр этапа Гран-при.

## Биография
На крупных международных юношеских соревнованиях Элиссе стал выступать, начиная с ноября 2005 года. 14 декабря 2008 года французский фехтовальщик стал победителем этапа юниорского Кубка мира. В мае 2010 года Элиссе дебютировал на взрослых международных соревнованиях, выступив на этапе Гран-при в Санкт-Петербурге. В июне 2010 года Жан-Поль впервые принял участие в соревнованиях рапиристов на этапе Кубке в Гаване. Сезон 2010/2011 Элиссе начал в статусе полноценного участника взрослого Кубка мира, однако бороться за высокие места ему не удавалось. В 2013 году Элиссе в составе сборной Франции стал обладателем бронзовой награды на летней Универсиаде в Казани.
В июне 2015 года Элиссе принял участие в первых Европейских играх в Баку. В турнире рапиристов французский спортсмен смог дойти до полуфинала, победив последовательно двух российских фехтовальщиков в 1/8 финала и в четвертьфинале соревнований. Однако пробиться в финал Элиссе не удалось. В полуфинале со счётом 10:15 Жан-Поль уступил ещё одному россиянину Тимуру Арсланову и стал обладателем бронзовой награды. В командном зачёте французы уступили в полуфинале соперникам из Великобритании 41:45, а затем в матче за бронзу российским фехтовальщикам 33:45. Спустя всего пару недель после индивидуального успеха в Баку Элиссе вместе с партнёрами по сборной выиграл командную рапиру на Универсиаде в Кванджу.
В августе 2016 года Элиссе был включён в состав сборной Франции для участия в летних Олимпийских играх в Рио-де-Жанейро. В индивидуальной рапире Элиссе участие не принимал, будучи заявленным только на командный турнир. В первых двух раундах соревнований Жан-Поль не принимал участие, а сборная Франции смогла победить соперников из Китая 45:42 и Италии 45:30. В финале французским фехтовальщикам противостояли спортсмены из России. Для получения медали Элиссе требовалось выйти хотя бы в одном раунде на всём турнире, а поскольку на предварительной стадии он находился в запасе, то получил возможность выйти в финале. Элиссе вышел в восьмом поединке при счёте 35:30 в пользу французов. Его соперником стал Артур Ахматхузин. Раунд заканчивался, когда одна из сборных набирала 40 очков. В своём дебютном олимпийском поединке Элиссе не смог оказать сопротивления набравшему ход россиянину и уступил 3:10. В заключительном поединке турнира Эрванн Ле Пешу не смог ликвидировать возникшее отставание и сборная Франции стала обладателем серебряных наград.

## Награды и звания
30 ноября 2016 года было присвоено звание кавалера ордена «За заслуги».